# George Colțea
George Marian Colțea (ur. 17 maja 2000 w Zărnești) – rumuński biathlonista, olimpijczyk z Pekinu 2022.
Mieszka w Moieciu de Jos.

## Osiągnięcia

### Zimowe igrzyska olimpijskie
| Rok  | Miejscowość | Konkurencje | Konkurencje | Konkurencje | Konkurencje | Konkurencje | Konkurencje | Konkurencje |
| Rok  | Miejscowość | IN          | SP          | PU          | MS          | RL          | MR          | SR          |
| ---- | ----------- | ----------- | ----------- | ----------- | ----------- | ----------- | ----------- | ----------- |
| 2022 | Pekin       | 89.         | 89.         | –           | –           | –           | –           | nd.         |

### Mistrzostwa świata
| Rok  | Miejscowość | Konkurencje | Konkurencje | Konkurencje | Konkurencje | Konkurencje | Konkurencje | Konkurencje |
| Rok  | Miejscowość | IN          | SP          | PU          | MS          | RL          | MR          | SR          |
| ---- | ----------- | ----------- | ----------- | ----------- | ----------- | ----------- | ----------- | ----------- |
| 2020 | Anterselva  | –           | 77.         | –           | –           | 23.         | –           | 27.         |
| 2023 | Oberhof     | –           | 32.         | 42.         | –           | 8.          | –           | –           |
| 2024 | Nové Město  | 27.         | 48.         | dns.        | –           | 15.         | –           | –           |
| 2025 | Lenzerheide | 35.         | 66.         | –           | –           | 22.         | –           | 19.         |

### Mistrzostwa świata juniorów
| Rok  | Miejscowość  | Konkurencje | Konkurencje | Konkurencje | Konkurencje | Konkurencje | Konkurencje | Konkurencje |
| Rok  | Miejscowość  | IN          | SP          | PU          | MS          | RL          | MR          | SR          |
| ---- | ------------ | ----------- | ----------- | ----------- | ----------- | ----------- | ----------- | ----------- |
| 2020 | Lenzerheide  | 11.         | 37.         | 29.         | nd.         | 15.         | nd.         | nd.         |
| 2021 | Obertilliach | 21.         | 47.         | 45.         | nd.         | 22.         | nd.         | nd.         |

### Puchar Świata

#### Miejsca w klasyfikacji generalnej
| Sezon     | Miejsce |
| --------- | ------- |
| 2022/2023 | 74.     |
| 2023/2024 | 57.     |
| 2024/2025 | 86.     |